# Оудеманс, Жан Абрагам Кретьен
Жан Абрагам Кретьен Оудеманс (нидерл. Jean Abraham Chrétien Oudemans) — нидерландский астроном. Брат нидерландского ботаника Корнеля Удеманса (1825—1906).

## Биография
Окончил Лейденский университет, в 1856—1857 годах был экстраординарным профессором в Утрехтском университете, до 1875 года был главным инженером и шефом географического отдела Нидерландской Ост-Индии. В этом качестве он определял географическое положение главных мест Индийского архипелага и руководил триангуляцией Явы. В результате этих изысканий он опубликовал большой труд: «Die Triangulation von Java» (I — IV, Гаага и Батавия, 1875—95). 
В 1875 году он стал профессором астрономии и директором обсерватории в Утрехте. Кроме большого количества статей по астрономии, он написал по поручению индийского правительства: «Ilmve Alam, d. i. Wereldbeschrijving voor de inlandsche Scholen» (I—V, 1875—85) и редактировал 4-е изд. Ф. Кайзера: «De Sterrenhemel» (1884 и 1888).

## Эпонимы
В его честь назван кратер на Марсе.